# هوارد جي. كرويل جونيور
هوارد جي. كرويل جونيور (بالإنجليزية: Howard G. Crowell, Jr.)‏ هو عسكري أمريكي، ولد في 2 سبتمبر 1932 في نيو بدفورد في الولايات المتحدة.